# Дэвис, Сиделл
Эллис Сиделл Дэвис (англ. Ellis CeDell Davis); 9 июня 1926, Хелена, Арканзас, США — 27 сентября 2017, Хот-Спрингс, Арканзас, США — американский блюзовый гитарист, харпер, вокалист и автор песен. Номинант Blues Music Awards в номинации «Исполнитель акустического блюза» (1995) . Наиболее известен своей оригинальной слайд-манерой игры на гитаре: он играл прижимая струны на ладах ножом для масла. Роберт Палмер сказал что в результате игра гитариста представляет собой «неразбериху закаленных транзиентов и необыкновенной тональной пластичности»  «Скрежет ножа по струнам его ярко-жёлтой электрогитары производит своего рода металлический звук, который в сочетании с его самодельным гитарным усилителем и его совершенно оригинальной техникой игры позволяет создавать самую суровую музыку, какую только можно себе представить» .

## Биография
Родился на хлопковой плантации близ Хелены, Арканзас в 1926 году в семье издольщиков. Кроме того, его мать была знахаркой, а отец управлял джук-джойнтом. В четыре года Дэвис переехал жить к родственникам на плантацию EM Hood возле Тьюники, штат Миссисипи. Начав в детстве с диддли-боу, затем начал на губной гармонике и гитаре. В середине 1930-х вернулся в Хелену. В десятилетнем возрасте перенёс тяжёлую форму полиомиелита, последствиями заболевания стала необходимость пользоваться костылями, почти полная невозможность управлять правой рукой и ограниченная возможность управлять левой рукой. Это и привело к оригинальному методу игры на гитаре; более того, ему пришлось перевернуть гитару, и играть на струнах левой рукой.  
Когда его навыки игры стали достаточно профессиональны, он стал выступать в Хелене и в клубах по всей Дельте Миссисипи. Он начал выступать на двух живых блюзовых радиошоу на KFFA в Хелене. С 1953 по 1963 годы гастролировал вместе с Робертом Найтхоком, переехав в Сент-Луис. Однажды в 1957 году во время выступления в Сент-Луисе в компании Найтхока и барабанщика Сэма Карра возникла давка, в которой у Сиделла Дэвиса были сломаны обе ноги, и с этого времени он выступал в инвалидном кресле. В 1961 Дэвис переехал в Пайн-Блафф, штат Арканзас, и продолжил свою деятельность. Вплоть до 1980-х годов его выступления и популярность не выходила за рамки Юга США.
Его первые записи были сделаны в 1976 году для журналиста и фольклориста Луиса Гуиды и в начале 1980-х они появились на нескольких сборниках кантри-блюза. Первые концерты в Нью-Йорке Сиделл Дэвис дал в 1982 году, и гостями на концерте стали Мик Джаггер и Йоко Оно. В это же время он познакомился с писателем и критиком Робертом Палмером, при посредстве которого и продюсировании в 1994 году на Fat Possum Records был записан дебютный альбом музыканта Feel Like Doin' Something Wrong, что привело к номинации Дэвиса на Blues Music Award в номинации лучшего исполнителя акустического блюза. 
Несколько десятилетий жил в Пайн-Блафф, и достаточно регулярно записывался, гастролировал в США и дважды в Европе, выступал в частности даже с джазовыми музыкантами, например как Орнетт Коулмен и Брюс Хэмптон   В 2002 году на его альбоме When Lightnin' Struck the Pine записались два известных поклонника музыканта: гитарист Питер Бак из R.E.M. и барабанщик Барретт Мартин из Screaming Trees. В 2005 году после инсульта переехал в дом престарелых в Хот-Спрингс, штат Арканзас. Играть он уже не мог, но выпустил в 2015 и 2016 году ещё два альбома как певец; при этом в записи участвовал ещё один поклонник блюзмена Майк Маккриди из Pearl Jam . Дэвис был госпитализирован с сердечным приступом 24 сентября 2017 года и умер 27 сентября 2017 года, в возрасте 91 года. Его запланированное на 6 октября выступление на фестивале King Biscuit Blues в Хелене не состоялось. 
Альбом группы Tedeschi Trucks Band Signs был посвящен Сиделлу Дэвису. В 2004 году Сиделл Дэвис получил премию Lifetime Achievement Award for Blues от Delta Cultural Center, где хранятся некоторые его вещи.
«Его голос напоминал хриплый стон, когда он пел о проблемах с женщинами и невезении; его гитара могла заводить ритмами буги-вуги и шаффла, играть как тонкие, так и корявые соло, плавно скользящие, а затем переходящие в жалящий диссонанс» . 
«88-летняя легенда блюза, чей древний, пыльный голос звучит так же богато, как дельта Миссисипи, рядом с которой он вырос» 

## Дискография
- The Introduction To Living Country Blues USA — 1981 (сборник, 1 песня из 12)
- Living Country Blues USA Vol. 5 — 1982 (сборник, 4 песни из 12)
- Living Country Blues USA Vol. 10 — 1982 (сборник, 1 песня из 13)
- Keep It to Yourself: Arkansas Blues, Vol. 1 — 1983 (сборник, 4 песни из 23)
- Feel Like Doin' Something Wrong — 1994
- The Best of CeDell Davis — 1995
- The Horror Of It All — 1998
- When Lightnin' Struck the Pine — 2002
- Highway 61 — 2003
- Last	Man Standing — 2015
- Even The Devil Gets The Blues — 2016